# Cormaranche-en-Bugey
Cormaranche-en-Bugey is een plaats en voormalige gemeente in het Franse departement Ain in de regio Auvergne-Rhône-Alpes en telt 726 inwoners (1999).

## Geschiedenis
De gemeente fuseerde op 1 januari 2019 met Hauteville-Lompnes, Hostiaz en Thézillieu tot de commune nouvelle Plateau d'Hauteville.

## Geografie
De oppervlakte van Cormaranche-en-Bugey bedraagt 19,0 km², de bevolkingsdichtheid is 38,2 inwoners per km².
De onderstaande kaart toont de ligging van Cormaranche-en-Bugey met de belangrijkste infrastructuur en aangrenzende gemeenten.

## Demografie
Onderstaande figuur toont het verloop van het inwoneraantal van Cormaranche-en-Bugey vanaf 1962. (bron: INSEE-tellingen).
Vanwege een beveiligingsprobleem met de MediaWiki Graph-software is het momenteel niet mogelijk deze grafiek weer te geven. Zodra de software is bijgewerkt zal de grafiek vanzelf weer zichtbaar worden.
Cormaranche-en-Bugey · Hauteville · Hostiaz · Lacoux · Longecombe · Lompnes · Thézillieu